# Брадвата
„Брадвата“ (на английски: Hatchet) е американски слашър филм на ужасите от 2006 г. Премиерата му е на 27 април 2006 г. на филмовия фестивал Трайбека.
В актьорския състав личат имената на познати хорър актьори като Робърт Енглънд (Фреди Крюгер от Кошмари на Елм Стрийт), Кейн Ходър (Джейсън Ворхис от Петък 13-и) и Тони Тод (Нощта на живите мъртви).

## Сюжет
Внимание:  Текстът по-долу разкрива сюжета на произведението (или части от него)!

## Актьорски състав
- Кейн Ходър – Виктор Краули
- Тамара Фелдмън – Мерибет Дънстън
- Джоел Мур – Бен
- Дион Ричмънд – Маркъс
- Мерседес Макнаб – Мисти
- Пери Шен – Шон
- Робърт Енглънд – Сампсън Дънстън
- Тони Тод – Ревърънд Зомби